# Philipp Wackernagel
Philipp Karl Eduard Wackernagel, född 28 juni 1800 i Berlin, död 20 juni 1877 i Dresden, var en tysk hymnolog och skolman; bror till Wilhelm Wackernagel.
Wackernagel deltog som barn i en av de stora kyrkliga gosskörerna i Berlin och blev därigenom tidigt förtrogen med den andliga sången och dess betydelse för folklivet. Sina mångomfattande studier under skol- och studentåren ägnade han dock företrädesvis åt naturvetenskapen, speciellt åt mineralogin, inom vilken han utgav flera i den lärda världen uppmärksammade kristallografiska arbeten. 
Efter att ha blivit filosofie doktor i Erlangen var han från 1827 verksam som gymnasielärare i Berlin och utmärkte sig särskilt genom sina läro- och läseböcker i modersmålet. År 1839 anställdes han vid privatgymnasiet i Stettin, 1845 vid realgymnasiet i Wiesbaden och var 1849–1861 rektor för läroverket i Elberfeld. 
Det centrala intresset i Wackernagels liv och gärning var emellertid det religiösa, och han tog aktiv och ledande del i sin tids kyrkliga nydaningsarbete. Han var sålunda själen i stiftandet av Deutscher Evangelischer Kirchentag 1848 och tillhörde under många år den för den tyska kyrkosångens pånyttfödelse betydelsefulla Eisenacher Gesangbuchskommission och har ansetts som 1800-talets främste hymnolog. 
Wackernagels arbete Das deutsche Kirchenlied von Martin Luther bis auf Nicolaus Herman und Ambrosius Blaurer (två band, 1841), i vilket reformationstidens psalmdiktning första gången fick en verkligt historisk-kritisk behandling, grundad på återgång till handskrifter och originaltryck, så långt detta var möjligt, blev banbrytande. I populär form främjade han kyrkosångsintresset genom sitt antologiska verk Trösteinsamkeit in Liedern (1848), i vars företal han betecknar folkets olust att sjunga som ett bland symptomen på dess förfall. 
Av utomordentligt värde för kommande forskare var hans Bibliographie zur Geschichte des deutschen Kirchenliedes im 16. Jahrhundert (1855). Hans huvudarbete är det monumentala verket Das Kirchenlied von der ältesten Zeit bis zu Anfang des 17. Jahrhunderts (fem band, 1864–1877), där han följer psalmdiktningens utveckling från de latinska hymnerna och sekvenserna under kyrkans äldsta tider. För att odelat ägna sig åt fullbordandet av detta verk lämnade han 1861 sin lärartjänst och bosatte sig i Dresden.
Bland hans övriga hymnologiska arbeten märks Lieder der niederländischen Reformierten aus der Zeit der Verfolgung im 16. Jahrhundert (1867) och editioner av Martin Luthers, Johann Heermanns och Paul Gerhardts psalmer. För sina förtjänster om kyrka och forskning utnämndes han 1861 till teologie doktor i Breslau. Han hade starkt inflytande på den tyska ungdomen, och det nationellt konservativa draget i hans karaktär bottnade i djup hängivenhet för lutherdomen som "blomman av tyskt väsen".